# Президент Об'єднаних Арабських Еміратів
Президе́нт Об'є́днаних Ара́бських Еміра́тів — голова держави ОАЕ. Посада запроваджена 2 грудня 1971 р. разом із проголошенням незалежності від Великої Британії. Об'єдані Арабські Емірати — це федерація 7-х окремих держав-еміратів, найбільшим з яких є  Абу-Дабі. Президент ОАЕ обирається з числа емірів цих 7-ми еміратів. 
Оскільки емірат Абу-Дабі є найбільшим і за територією, і за населенням, Президентом ОАЕ вибирали поки що тільки еміра Абу-Дабі. Президент ОАЕ переобирається кожних 5 років. Кількість термінів перебування на цій посаді необмежена.

## Список президентівОАЕ
- 2 грудня 1971 — 2 листопада 2004 — Заїд бін Султан Аль Нахайян
- 3 листопада 2004 — 13 травня 2022 — Халіфа бін Заїд Аль Нахайян
- З 14 травня 2022 – Мухаммад бін Заїд Аль Нагаян